# 정중신경
정중신경(median nerve, 正中神經)은 사람과 다른 동물들의 상지에 존재하는 신경이다. 팔신경얼기의 다섯 종말가지 중 하나이다.
정중신경은 팔신경얼기의 가쪽다발과 안쪽다발에서 기원한다. 따라서 정중신경은 C5-C7(가쪽다발)과 C8, T1(안쪽다발)의 앞가지 성분을 포함하고 있다.
정중신경은 손목터널을 통과하는 유일한 신경이다. 손목터널 증후군은 정중신경이 손목터널에서 눌리면서 발생하는 질환이다.

## 구조
정중신경은 팔신경얼기의 가쪽다발과 안쪽다발에서 갈라져 나온 가지들로 형성된다. 위팔, 아래팔, 손의 앞쪽 부분을 지나가 손의 근육들에 분포하여 끝난다.

### 위팔
가쪽다발과 안쪽다발에서 나온 가지가 합쳐진 이후, 정중신경은 겨드랑이에서 큰원근의 아래쪽 모서리를 거쳐 위팔로 들어온다. 그 후 위팔을 수직으로 내려가며 위팔두갈래근(위쪽)과 위팔근(아래쪽) 사이에서, 위팔동맥의 가쪽에 놓인 채로 주행한다. 처음에는 위팔동맥의 가쪽, 어깨관절의 앞쪽에 위치하나 그 후 위팔 먼쪽에서는 위팔동맥을 앞쪽에서 가로질러 동맥의 안쪽에 놓이게 된다. 팔오금으로 들어간 정중신경은 위팔동맥의 안쪽에서 주행한다. 여기서 팔꿉관절로 관절가지를 낸다. 원엎침근에 분포하는 가지는 팔꿉관절 바로 위에서 갈라져 나온다.

### 아래팔
위팔동맥 안쪽에 놓인 채 팔오금을 주행하는 정중신경은 원엎침근의 두 갈래 사이를 지나가며, 이때 두갈래근널힘줄(위팔두갈래근의 널힘줄)보다는 깊고 위팔근보다는 얕다. 또한 위팔동맥의 가지인 자동맥을 가로지르며, 자동맥과 정중신경은 원엎침근 깊은갈래에 의해 분리되어 있다. 아래팔에서 정중신경은 얕은손가락굽힘근(위쪽)과 깊은손가락굽힘근(아래쪽) 사이에서 주행하며 (존재할 경우) 앞뼈사이동맥의 가지인 정중동맥을 동반한다. 이후 굽힘근지지띠(손목의 인대)의 5cm 정도 위쪽에서, 얕은손가락굽힘근(안쪽)과 노쪽손목굽힘근(가쪽) 사이를 통해 손으로 들어간다.
정중신경의 주된 줄기는 아래팔앞칸의 근육들에 분포하는데, 자신경이 분포하는 자쪽손목굽힘근만은 예외이다. 아래팔을 주행하는 정중신경은 두 종류의 가지를 낸다.
- 팔오금에서는 근육가지(muscular branches)가 나와 노쪽손목굽힘근, 긴손바닥근, 얕은손가락굽힘근에 분포한다.[3]
- 정중신경의 가지인 앞뼈사이신경은 아래팔의 위쪽에서 갈라져 나와[4] 앞뼈사이동맥과 함께 주행하며, 깊은손가락굽힘근의 가쪽 절반과 긴엄지굽힘근을 지배한다. 깊은손가락굽힘근의 안쪽 절반은 자쪽손목굽힘근과 함께 자신경이 지배한다. 앞뼈사이신경은 네모엎침근에 분포하며 끝난다. 이때 먼쪽노자관절과 손목관절에도 분포한다.[3]

또한 정중신경은 아래팔에 감각신경 가지나 기타 다른 가지들도 낸다. 정중신경 손바닥가지는 아래팔 먼쪽에서 갈라져 나온다. 손바닥가지는 손바닥의 엄지두덩과 가운데 부분에 분포한다. 정중신경에서 갈라져 나온 관절가지는 팔꿉관절과 몸쪽노자관절을 지배한다. 혈관가지는 노동맥과 자동맥에 분포한다. 한편 교통가지가 갈라져 나와 자신경과 합류한다.

### 손
정중신경은 굽힘근지지띠 깊은쪽의 손목터널을 통해 얕은손가락굽힘근, 깊은손가락굽힘근, 긴엄지굽힘근의 힘줄과 함께 손으로 들어간다. 여기서 정중신경은 되돌이근육가지(recurrent muscular branch)와 손가락가지로 나뉜다.
- 정중신경되돌이가지(또는 근육가지)는 엄지두덩의 근육들(짧은엄지굽힘근의 얕은 부분, 엄지맞섬근, 짧은엄지벌림근)에 분포한다.[3]
- 손바닥가지는 고유바닥쪽손가락신경과 온바닥쪽손가락신경으로 나누어진다. 고유바닥쪽손가락신경은 가쪽 1.5개의 손가락으로 세 개의 손가락가지를 낸다. 두 개의 손가락가지는 엄지로, 한 개의 손가락가지는 검지의 가쪽 부분으로 간다. 검지로 가는 손가락가지는 첫째 벌레근에도 분포한다. 온바닥쪽손가락신경은 안쪽가지와 가쪽가지, 총 두 개의 가지로 갈라진다. 두 가지 모두 검지, 중지, 약지의 가쪽 절반에 분포한다. 가쪽가지는 둘째 벌레근에도 분포한다.[3]

### 변이
정중신경의 변이는 다음과 같다.

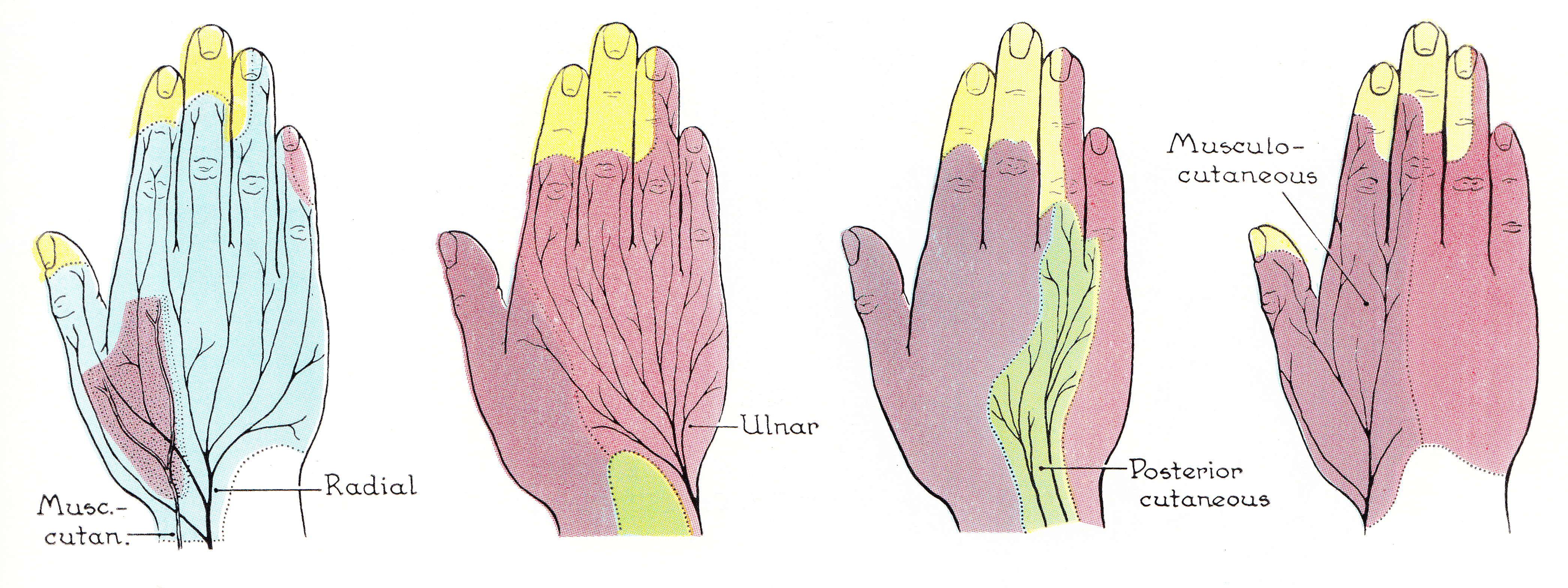
정중신경의 서로 다른 손 분포 양상

- 정중신경이 둘로 갈라지는 지점은 일반적으로 손목터널을 나간 이후이다. 그러나 5~10% 정도의 사람들에서는 정중신경이 손목굴, 손목, 아래팔 등 더 몸쪽의 지점에서 갈라진다.[6]
- 태아기에 손에 혈액을 공급하는 정중동맥은 일반적으로 퇴화한다. 그러나 일부에서는 정중동맥이 퇴화하지 않고 정중신경이 손으로 주행하는 경로를 따라간다.
- 마틴 그루버 문합(영어판)은 정중신경의 가지가 아래팔에서 자신경을 가로질러 합쳐지는 변이이다.[7]
- 리체-카니유 문합(Riche-Cannieu anastomosis)은 정중신경되돌이가지와 자신경 깊은가지 간의 연결이 있는 변이이다.[8]

## 기능
정중신경은 아래팔 앞쪽의 주된 신경이다. 아래팔 앞쪽과 엄지두덩의 근육에 분포하여 손의 여러 거친 움직임을 조절한다. 따라서 '노동자의 신경'(labourer's nerve)이라고도 불린다.

### 위팔
위팔에서 정중신경은 운동신경이나 피부신경 가지를 내지 않는다. 위팔동맥의 벽에 혈관가지를 내는데, 이 혈관가지들은 교감신경 성분을 운반한다.

### 아래팔
정중신경은 자쪽손목굽힘근, 넷째와 다섯째 손가락에 분포하는 깊은손가락굽힘근 일부를 제외한 모든 아래팔굽힘근에 분포한다. 예외가 되는 두 근육은 자신경의 근육가지가 지배한다.
정중신경의 주 줄기가 분포하는 근육은 다음과 같다.
얕은층
- 원엎침근[2]
- 노쪽손목굽힘근[2]
- 긴손바닥근[2]
- 얕은손가락굽힘근[2]

정중신경에서 갈라져 나온 앞뼈사이신경은 다음 근육들에 분포한다.
깊은층
- 깊은손가락굽힘근의 가쪽 절반[2]
- 긴엄지굽힘근[2]
- 네모엎침근[2]

### 손
손에서 정중신경은 첫째와 둘째 벌레근에 운동신경 성분으로 분포하며, 되돌이가지를 통해 엄지두덩의 근육들에도 분포한다. 손의 나머지 자체기원근육들은 자신경이 지배한다.
정중신경은 엄지, 검지, 중지, 가쪽 절반의 약지의 피부와 손톱에 분포한다. 손바닥의 노쪽 부분은 손목보다 몸쪽에서 갈라져 나온 정중신경 손바닥가지가 지배한다. 이 손바닥가지는 노쪽손목굽힘근에 인접하여 정중신경 본 줄기와는 별개의 근막 고랑을 타고 주행하며 이때 굽힘근지지띠보다는 얕은쪽에 위치한다. 따라서 손목터널 증후군이 발생해도 손바닥가지는 굽힘근지지띠에 의해 눌리지 않는다.

## 임상적 중요성

### 손상
정중신경이 서로 다른 높이에서 손상되면 운동이나 감각 기능에 이상이 저마다 다른 양상으로 생길 수 있다.
어깨에서
- 팔신경얼기에서 손상이 발생할 수 있다.[10]

팔꿈치 위
손상이 일어나는 흔한 기전은 위팔뼈 관절융기위 골절이다.
- 운동 이상
  - 아래팔 엎침의 소실, 손목 부분에서 손을 굽히는 힘이 쇠약해짐, 엄지를 포함한 노쪽 절반의 손가락을 굽히기 힘둘어짐, 엄지의 벌림과 맞섬 소실.
  - 손이 가만히 있을 때 원숭이 손 변형을 보인다. 엄지와 검지가 젖힘(hyperextension)된 상태이며 엄지는 모음 상태이기도 하다.
  - 주먹을 쥐려고 할 때 베네딕트 손이라 불리는 소견이 관찰된다. 이는 노쪽 절반의 손가락을 굽히지 못해 나타난다.
- 감각 이상: 가쪽 3+1⁄2개 손가락과 그 손톱들, 엄지두덩 영역의 감각이 소실된다.

팔꿈치에서
- 원엎침근 증후군으로 인해 팔꿈치나 몸쪽 아래팔 높이에서 신경이 포착될 수 있다.

몸쪽 아래팔에서: 앞뼈사이신경 증후군
- 아래팔에서 앞뼈사이신경이 손상되면 앞뼈사이신경 증후군의 원인이 된다.[4]
- 흔한 손상의 원인은 너무 꽉 조이는 깁스나 노뼈의 골절이 있다.
- 운동 이상: 아래팔 엎침 소실, 엄지를 포함한 노쪽 절반 손가락 굽힘의 소실
- 감각 이상: 없음

손목에서
- 흔한 손상의 원인은 손목의 열상(찢긴 상처)이다.
- 운동 이상
  - 엄지를 포함한 노쪽 절반 손가락의 굽힘이 약해지며, 엄지의 벌림과 맞섬이 소실
  - 원숭이 손 변형이 엄지과 검지의 젖힘, 엄지의 모음으로 인해 발생할 수 있다. 그러나 원숭이 손 변형이 손목터널 증후군을 진단하는 필요조건은 아니다.
  - 주먹을 쥘 때 노쪽 절반 손가락의 굽힘이 약해져 베네딕트 손이 나타난다.
- 감각 이상: 가쪽 3+1⁄2개 손가락과 그 손톱들, 엄지두덩 영역의 감각이 소실된다.

손목에서: 손목터널 증후군
- 흔한 원인은 타자를 많이 치거나 요리 등의 활동이 많아 정중신경이 손목터널에서 압박되는 손목터널 증후군이다.
- 운동 이상
  - 엄지를 포함한 노쪽 절반 손가락의 굽힘이 약해지며, 엄지의 벌림과 맞섬이 소실
  - 정중신경이 압박되어 원숭이 손 변형이나 주먹을 쥘 때 베네딕트 손이 발생한다.
- 감각 이상: 가쪽 3+1⁄2개 손가락과 그 손톱들에 감각이 소실되고(무감각) 저린 느낌이 든다. 그러나 이때 정중신경 손바닥가지가 분포하는 엄지두덩에는 이런 증상이 나타나지 않는다.[11] 손목의 열상과 다르게 손바닥 중앙의 감각은 정상적으로 나타나는데, 이는 정중신경의 손바닥가지가 굽힘근지지띠 위쪽으로 주행하여 손목터널 증후군의 영향을 받지 않기 때문이다.

## 추가 이미지

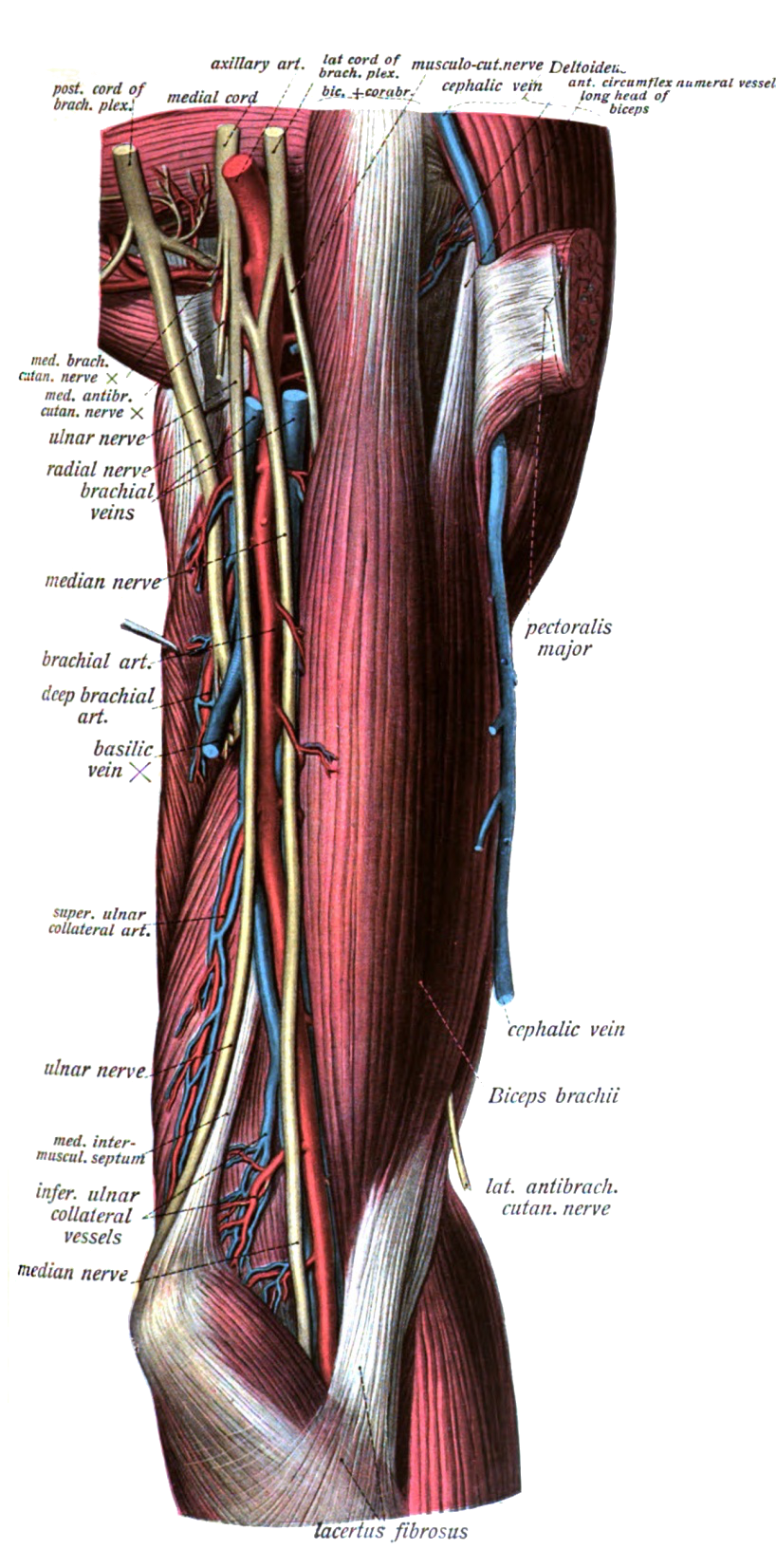
앞가쪽에서 본 위팔
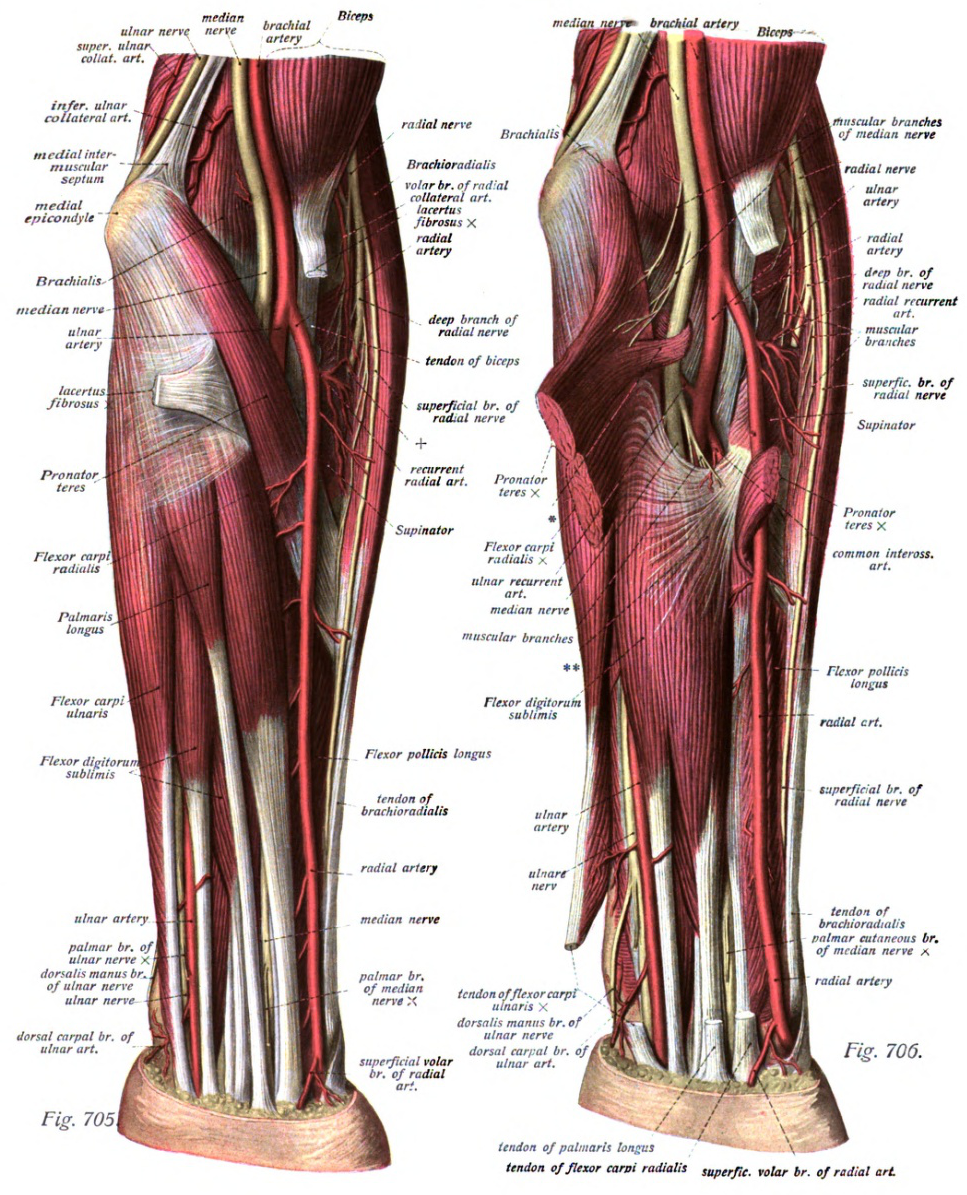
신경과 혈관이 보이는 위팔앞칸
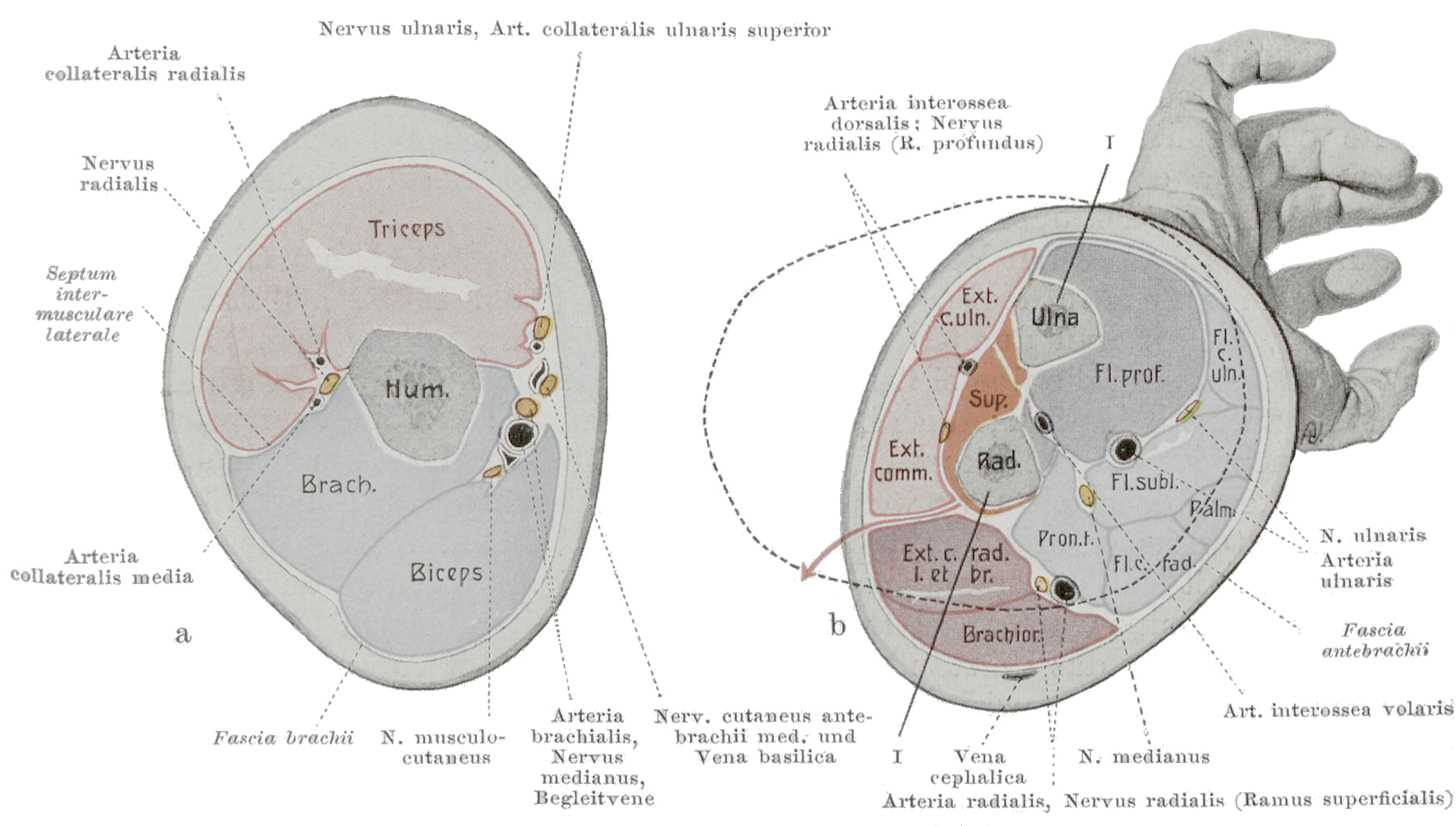
위팔 중간(왼쪽)과 아래팔 중간(오른쪽)의 횡단면
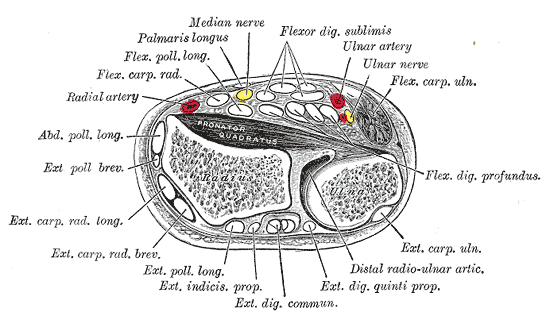
노뼈와 자뼈의 먼쪽 끝에서 횡단면
손목과 손가락의 횡단면
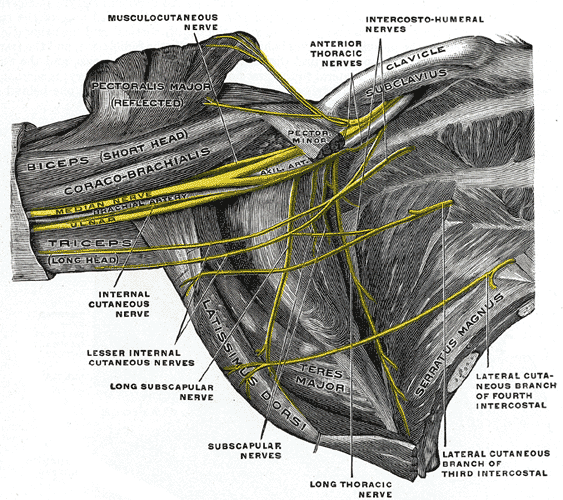
빗장아래부위의 오른쪽 팔신경얼기. 겨드랑오목에 있으며 아래앞쪽에서 본 그림.
오른쪽 상지의 피부신경 분포를 구역별로 나타낸 그림
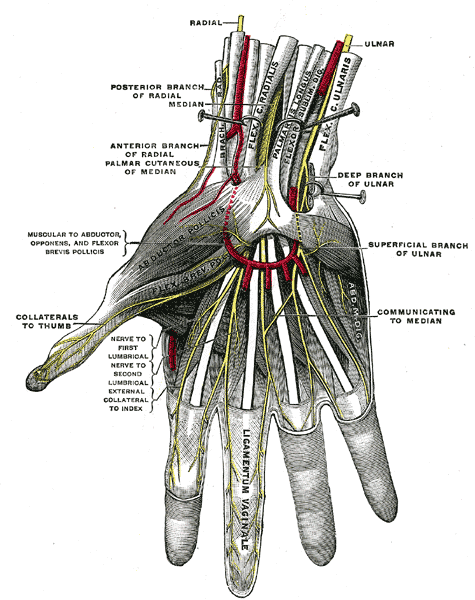
손바닥 얕은층의 신경
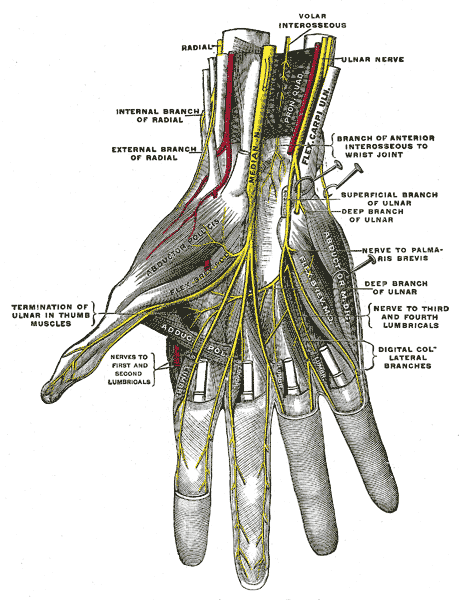
손바닥 깊은층의 신경
오른쪽 상지 앞쪽의 표면에 뼈, 동맥, 신경의 위치를 나타낸 그림
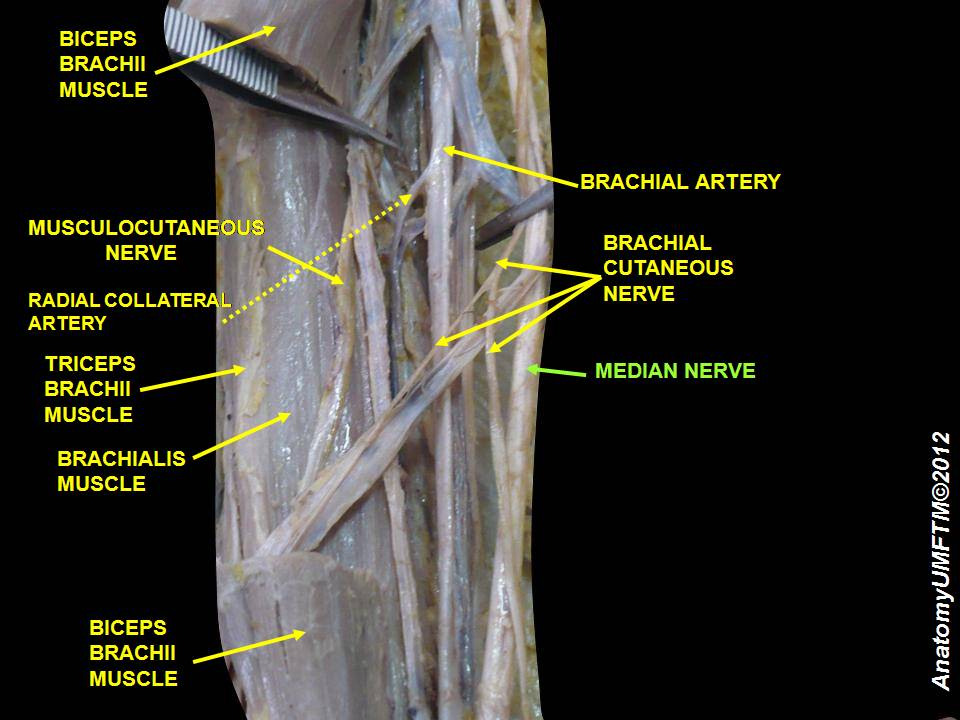
정중신경
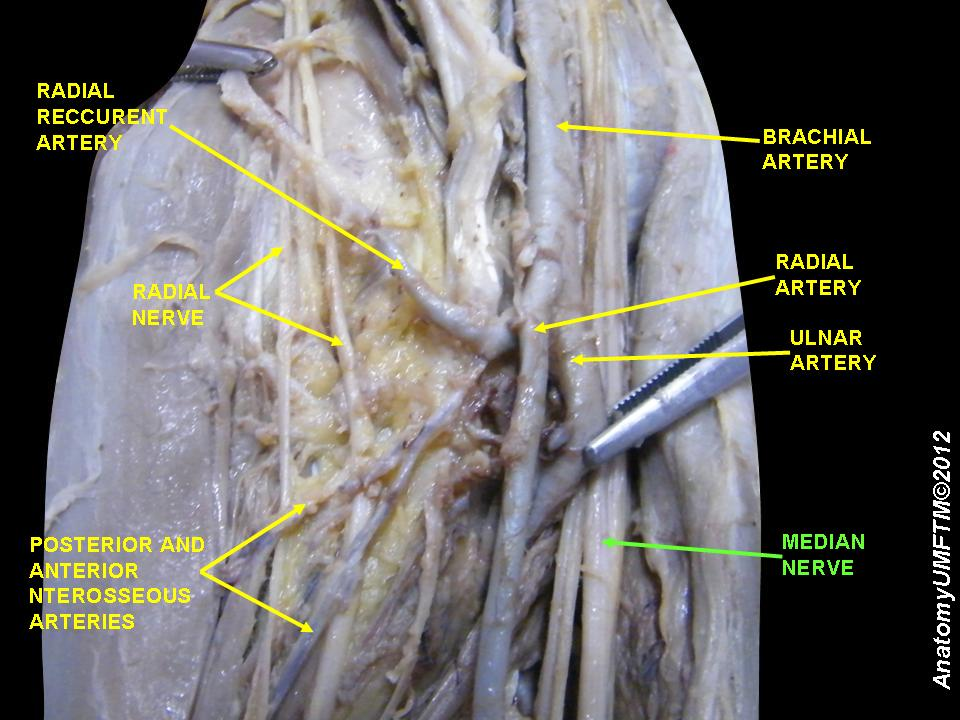
정중신경

## 참고 문헌
이 문서는 현재 퍼블릭 도메인에 속하는 그레이 해부학 제20판(1918) page 938의 내용을 기초로 작성된 글이 포함되어 있습니다.
1. 1 2 3 4  Rea, Paul (2016년 1월 1일),  Rea, Paul, 편집., “Chapter 3 - Neck”, 《Essential Clinically Applied Anatomy of the Peripheral Nervous System in the Head and Neck》 (영어) (Academic Press), 131–183쪽, doi:10.1016/b978-0-12-803633-4.00003-x, ISBN 978-0-12-803633-4, 2020년 10월 25일에 확인함
2. 1 2 3 4 5 6 7 8  Ryan, Monique M.; Jones, H. Royden (2015년 1월 1일),  Darras, Basil T.; Jones, H. Royden; Ryan, Monique M.; De Vivo, Darryl C., 편집., “Chapter 14 – Mononeuropathies”, 《Neuromuscular Disorders of Infancy, Childhood, and Adolescence (Second Edition)》 (영어) (San Diego: Academic Press), 243–273쪽, doi:10.1016/b978-0-12-417044-5.00014-7, ISBN 978-0-12-417044-5, 2020년 10월 25일에 확인함
3. 1 2 3 4 5 6 7 8 9  Krishna, Garg (2010). 〈8 - Arm〉. 《BD Chaurasia's Human Anatomy (Regional and Applied Dissection and Clinical) Volume 1 - Upper limb and thorax》 Fif판. India: CBS Publishers and Distributors Pvt Ltd. 91, 109–110, 112쪽. ISBN 978-81-239-1863-1.
4. 1 2  Waldman, Steven D. (2014년 1월 1일),  Waldman, Steven D., 편집., “Chapter 45 - Anterior Interosseous Syndrome”, 《Atlas of Uncommon Pain Syndromes (Third Edition)》 (영어) (Philadelphia: W.B. Saunders), 130–132쪽, doi:10.1016/b978-1-4557-0999-1.00045-9, ISBN 978-1-4557-0999-1, 2020년 10월 25일에 확인함
5. ↑  Bird, Jaden (2019년 3월 9일). 《Kinesiology in Physical Education》 (영어). Scientific e-Resources. 146쪽. ISBN 978-1-83947-369-2.
6. ↑  "Sonographic Representation of Bifid Median Nerve and Persistent Median Artery" 보관됨 2011-08-24 - 웨이백 머신 Roll, SC. JDMS, 27: 89-94.
7. ↑  Cavalheiro, Cristina Schmitt; Filho, Mauro Razuk; Pedro, Gabriel; Caetano, Maurício Ferreira; Vieira, Luiz Angelo; Caetano, Edie Benedito (2016년 2월 23일). “Clinical repercussions of Martin-Gruber anastomosis: anatomical study”. 《Revista Brasileira de Ortopedia》 51 (2): 214–223. doi:10.1016/j.rboe.2016.02.003. ISSN 2255-4971. PMC 4812040. PMID 27069892.
8. ↑  Caetano, Edie Benedito; Vieira, Luiz Angelo; Sabongi, João José; Caetano, Maurício Ferreira; Sabongi, Rodrigo Guerra (2019년 11월 14일). “Riché-Cannieu Anastomosis: Structure, Function, and Clinical Significance”. 《Revista Brasileira de Ortopedia》 (영어) 54: 564–571. doi:10.1016/j.rbo.2017.12.019. ISSN 0102-3616.
9. 1 2  Bonfiglioli, Roberta; Mattioli, Stefano; Violante, Francesco S. (2015년 1월 1일),  Lotti, Marcello; Bleecker, Margit L., 편집., “Chapter 22 - Occupational mononeuropathies in industry”, 《Handbook of Clinical Neurology》, Occupational Neurology (영어) (Elsevier) 131: 411–426, doi:10.1016/b978-0-444-62627-1.00021-4, PMID 26563800, 2020년 10월 25일에 확인함
10. ↑  Neal, Sara (2015년 1월 1일),  Tubbs, R. Shane; Rizk, Elias; Shoja, Mohammadali M.; Loukas, Marios, 편집., “Chapter 33 - Peripheral Nerve Injury of the Upper Extremity”, 《Nerves and Nerve Injuries》 (영어) (San Diego: Academic Press), 505–524쪽, doi:10.1016/b978-0-12-802653-3.00082-8, ISBN 978-0-12-802653-3, 2020년 10월 25일에 확인함
11. ↑  Figure 6.86, Moore Clinically Orientated Anatomy 7th Edition